# 角上魚類

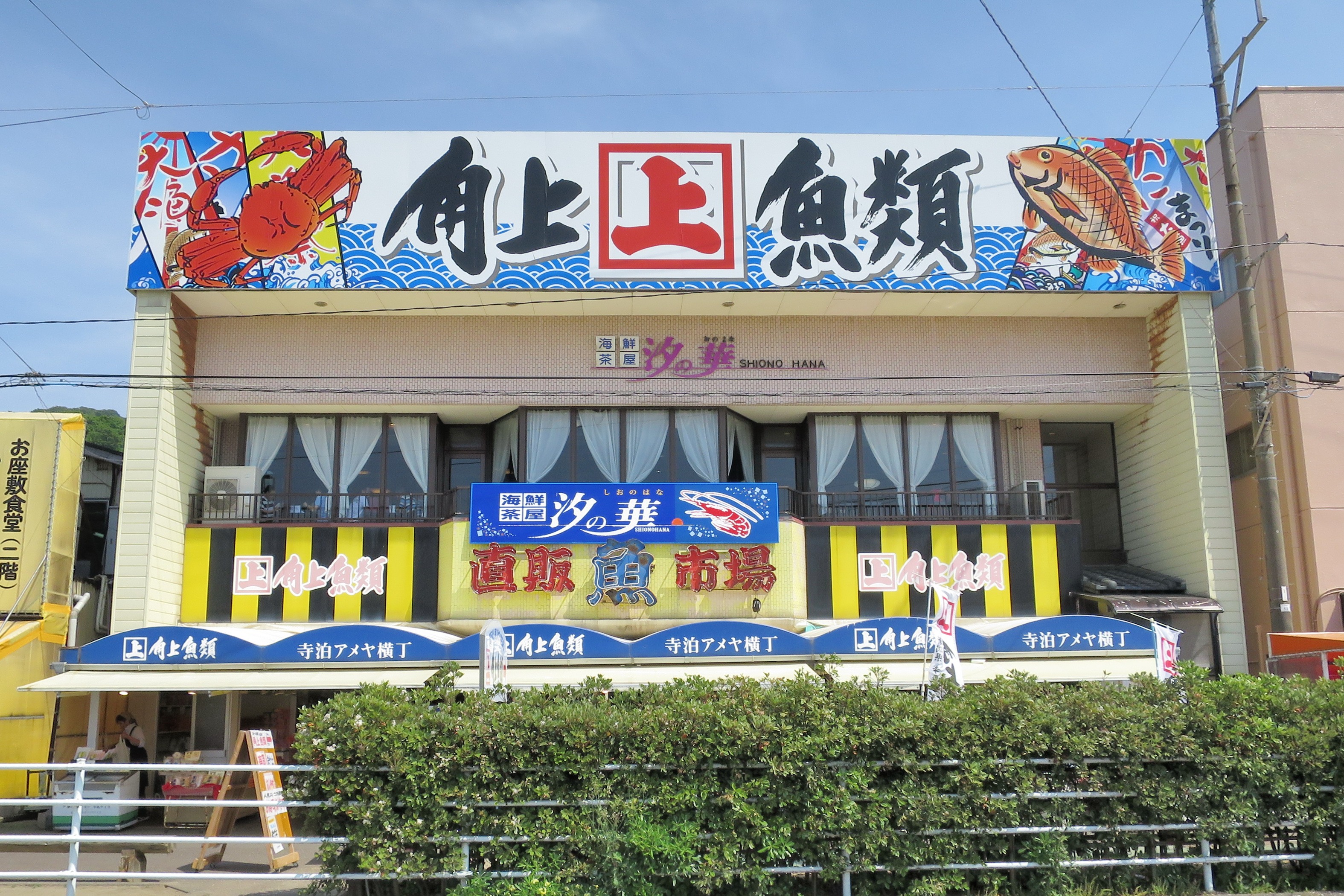
角上魚類 寺泊本店

角上魚類（かくじょうぎょるい）は、新潟県長岡市寺泊と埼玉県さいたま市岩槻区に本社を置く角上魚類ホールディングス株式会社（英: KAKUJOE GYORUI Holdings Co.,Ltd.）傘下の角上魚類株式会社（英: KAKUJOE CO., LTD.）が展開する鮮魚専門チェーン店である。おもに関東地方、信越地方で鮮魚専門チェーン店を展開・経営している。旧角上魚類は寺泊「魚の市場通り」で、1974年に最初に小売店を開設した中核業者である。

## 概要
江戸時代から続く越後国の網元かつ卸問屋で、自ら漁獲、または市場から仕入れた魚介類を地元の個人鮮魚店や飲食店、旅館などに卸した。1970年代にスーパーマーケットが台頭すると顧客の個人鮮魚店で卸売り高が低下し、市場で仕入れた商品を消費者に直接販売する小売業へ進出する。関越自動車道の開通を契機に関東地方へ出店する。独自の大量仕入れと直販店舗を構築し、魚介類の消費量が食肉に押されて漸減する中、業績を伸ばす。「身卸ろし」として顧客の前で魚を捌き、好評を得るそして「「日本の魚屋一を目指す」。

## 沿革
- 1974年 - 卸売業から小売業へ進出
- 1976年 - 株式会社に組織変更
- 1984年 - 群馬県高崎市に高崎店開店
- 1986年 - 新潟県三島郡寺泊町（現長岡市）の海岸通りに新店開店
- 1992年 - 群馬県前橋市に前橋店開店。長野県長野市に長野店テナント開店
- 1993年 - 埼玉県川口市に川口店開店
- 1994年 - 長野県諏訪郡に諏訪店開店。埼玉県春日部市に春日部店開店
- 1995年 - 埼玉県ふじみ野市にふじみ野店開店
- 1996年 - 高崎店を移転し、角上生鮮市場高崎店として新装開店。千葉県柏市に柏店テナント開店
- 1997年 - 諏訪店を移転し、角上生鮮市場諏訪店として新装開店
- 1998年 - 埼玉県所沢市に所沢店開店
- 2000年 - 東京都東久留米市に小平店開店。東京都北区に赤羽店開店
- 2002年 - 千葉県流山市に流山店開店。長野店を移転し単独店として新装開店
- 2004年 - 東京都荒川区に南千住店開店。神奈川県大和市につきみ野店開店
- 2006年 - 新潟県長岡市に長岡店開店
- 2008年 - 千葉県習志野市に津田沼店開店
- 2010年 - 埼玉県さいたま市に角上生鮮市場大宮店開店
- 2010年10月12日 - 神奈川県大和市「つきみ野店」で販売した弁当で男性が食中毒となり、サンマすしのアニサキスが原因として、神奈川県から2日間の営業停止処分を受けた[7]。
- 2011年 - 東京都日野市に日野店開店
- 2012年 - 神奈川県相模原市に相模原店開店。埼玉県川越市に川越店開店
- 2015年 - 埼玉県越谷市に越谷店開店
- 2016年 - 持株会社制に移行、旧角上魚類株式会社が角上魚類ホールディングス株式会社に社名変更し、事業は100%子会社として設立された群馬県と長野以外の関東地方店舗を展開する（現）角上魚類株式会社、群馬県と長野県の店舗を展開する角上魚類北関株式会社、新潟県の店舗を展開する角上魚類新潟株式会社の地域別の事業会社3社に分割された。
- 2017年 - 埼玉県さいたま市岩槻区美園に「美園本社」竣工
- 2018年 - 千葉県船橋市にシャポー船橋店開店。大宮店、川口店を新装開店。
- 2019年 - 埼玉県さいたま市中央区にホームズさいたま中央店開店[8]。高崎店を新装開店[9]。
- 2020年 - 角上魚類新潟株式会社および角上魚類北関東株式会社を角上魚類株式会社に統合。長野店、つきみ野店[10] を新装開店
- 2021年 - 日野店[11] を新装開店
- 2022年 - 流山店を閉店し、流山おおたかの森S・CANNEX2館内に新たに開店[12]
- 2024年 - 埼玉県草加市に草加店を開店[13]
- 2026年 - 埼玉県狭山市に狭山店（仮称）を出店予定[14]

## 店舗
詳細は「店舗一覧｜角上魚類 株式会社」を参照。2024年現在
- 新潟県 寺泊本店、長岡店[15]

- 群馬県 高崎店、前橋店
- 長野県 長野店、諏訪店

- 埼玉県 川口店、ふじみ野店、所沢店、大宮店、川越店[16]、越谷店、ホームズさいたま中央店[17]、草加店
- 千葉県 流山店[18]、津田沼店[19]、シャポー船橋店[20]
- 神奈川県 つきみ野店、相模原店
- 東京都 小平店、赤羽店[21]、日野店、南千住店[22]

過去に存在した店舗
- 埼玉県 春日部店[23]
- 千葉県 柏店[24]
- 群馬県 太田店[25]

## テレビ番組
- 日経スペシャル カンブリア宮殿 なぜこの魚屋の魚は売れるのか？ 魚離れに勝つ！年商220億円を超える巨大鮮魚専門チェーン（2012年12月20日、テレビ東京）[26]
- 日経スペシャル ガイアの夜明け 角上魚類の年末商戦（2024年12月27日、テレビ東京）[27]

## 書籍

### 関連書籍
- 『魚屋の基本 角上魚類はなぜ「魚離れ」の時代に成功することができたのか？』（著者:石坂智惠美）（2016年11月1日、ダイヤモンド・リテイルメディア）ISBN 9784478090480